# Gyumri
Gyumri ou Gumri (en arménien Գյումրի) est la capitale et la principale ville du marz de Shirak, dans le nord-ouest de l'Arménie. Avec 146 969 habitants en 2008, elle est la deuxième ville de l'Arménie, après la capitale Erevan.
D'abord connue sous le nom de Kumaïri, la localité, devenue « Gyumri », ne se développe vraiment qu'au XIXe siècle. En 1837, sous l'Empire russe, la ville est rebaptisée Alexandropol ; puis, en 1924, pendant la période soviétique, Léninakan. Après l'indépendance de l'Arménie en 1991, elle retrouve son nom de Gyumri.
Le 7 décembre 1988, la ville est détruite à 60 % par un séisme d'une magnitude de 6,9.

## Histoire

### Antiquité et Moyen Âge
À l'emplacement actuel de la ville aurait été fondée une colonie grecque au Ve siècle av. J.-C., peut-être vers 401 av. J.-C. ; cette hypothèse repose sur une identification incertaine avec la ville de Gymnias mentionnée par Xénophon,. Une théorie alternative, basée sur le fait que ces derniers ont occupé la région vers 720 av. J.-C. et que le nom originel de la ville était Kumaïri, suggère que la ville aurait été fondée par les Cimmériens. Les preuves d'habitation dans l'antiquité sont nombreuses : en 1879 on a trouvé des objets en bronze datant du IIIe siècle av. J.-C. ; en 1928, des couteaux et des bracelets en fer des Xe – IXe siècles av. J.-C. ont été trouvés lors de fouilles. Tout près de Gyumri, dans le village nommé Vahramaberd, figure sur une roche une inscription cunéiforme du roi urartéen Argishti Ier indiquant qu’il a envahi le pays d'Eriani (selon certains historiens, il s'agirait de Shirak, qui correspond à Kumaïri).
Le site reste sporadiquement habité pendant deux millénaires, jusqu'à ce qu'une forteresse russe majeure y soit construite en 1837.

### XIXesiècle
Gyumri commence à se développer au XIXe siècle, quand, avec sa région, elle passe sous contrôle russe en 1804, pendant la guerre russo-persane de 1804-1813. En 1829, environ trois mille familles des villes arméniennes occidentales de Kars, Erzurum, Dogubeyazit et d'autres endroits migrent et s'installent à Gyumri, qui a alors un habitat très dense. En 1830, elle ne compte encore que 11 280 habitants ; c'est alors la seule ville totalement arménienne d'Arménie orientale.
En 1837, le tsar russe Nicolas Ier arrive à Gyumri et la renomme Alexandropol. Le nom est choisi en hommage à sa femme, la princesse Charlotte de Prusse, devenue Alexandra Fyodorovna après sa conversion au christianisme orthodoxe. En 1840, la ville d'Alexandropol croît rapidement. Elle est un avant-poste important pour l'armée russe impériale en Transcaucasie, où de petits postes militaires sont établies.
Alexandropol est considérée comme le troisième centre commercial et culturel du Caucase, après Tiflis et Bakou, au vu du nombre des transactions qui y sont faites. À la fin du XIXe siècle, la population d'Alexandropol atteint 32 000 habitants. De 1858 à 1876, l'église Surp-Prkich (Saint-Sauveur) y est construite, sur le modèle de la cathédrale d'Ani. Une première ligne de chemin de fer y arrive en 1899 et la relie à Tiflis ; elle est prolongée jusqu'à Erevan, et en 1906 le chemin de fer atteint Djoulfa (Tabriz). Cette ligne ferroviaire donne de l'importance à la ville.

### XXesiècle

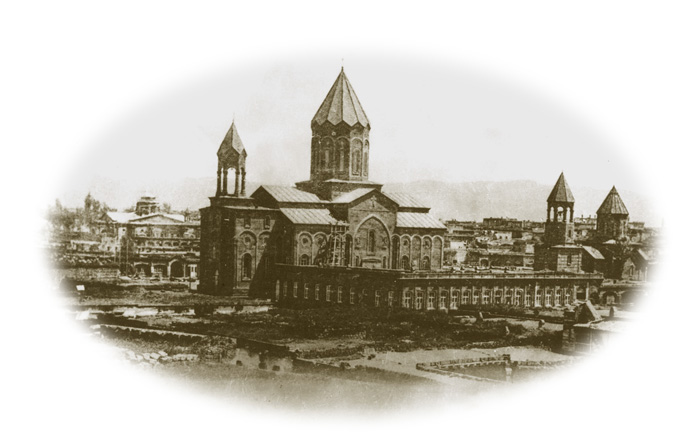
Carte postale ancienne de la ville.

Pendant la Première Guerre mondiale, les Arméniens habitant des villes comme Kars, Erzurum et d'autres, sujets de l'Empire ottoman, émigrent vers Alexandropol. Après la révolution russe et l'effondrement du front du Caucase, les Ottomans entrent en Transcaucasie ; Alexandropol est bombardée et tombe le 15 mai 1918. Elle ne revient à l'Arménie qu'après l'armistice de Moudros, lorsque le général Dro y entre, le 6 décembre. À l'époque, la ville est considérée comme plus importante qu'Erevan, plus effacée, jusqu'à ce qu'elle soit proclamée capitale de la première république d'Arménie en 1918 puis de la république socialiste soviétique d'Arménie en 1920. Une université d'État est ainsi inaugurée à Alexandropol le 31 janvier 1920, avant d'être transférée à Erevan à l'automne suivant.
Pendant la guerre arméno-turque, la Turquie attaque Gyumri et l'occupe le 7 novembre 1920 après sa victoire à la bataille d'Alexandropol. Les Turcs présentent alors un ultimatum que l'Arménie est forcée d'accepter, sous peine de voir Erevan envahie après Gyumri. L'Arménie signe donc le traité d'Alexandropol pour arrêter l'avancée des Turcs, mettant ainsi un terme à la guerre arméno-turque.

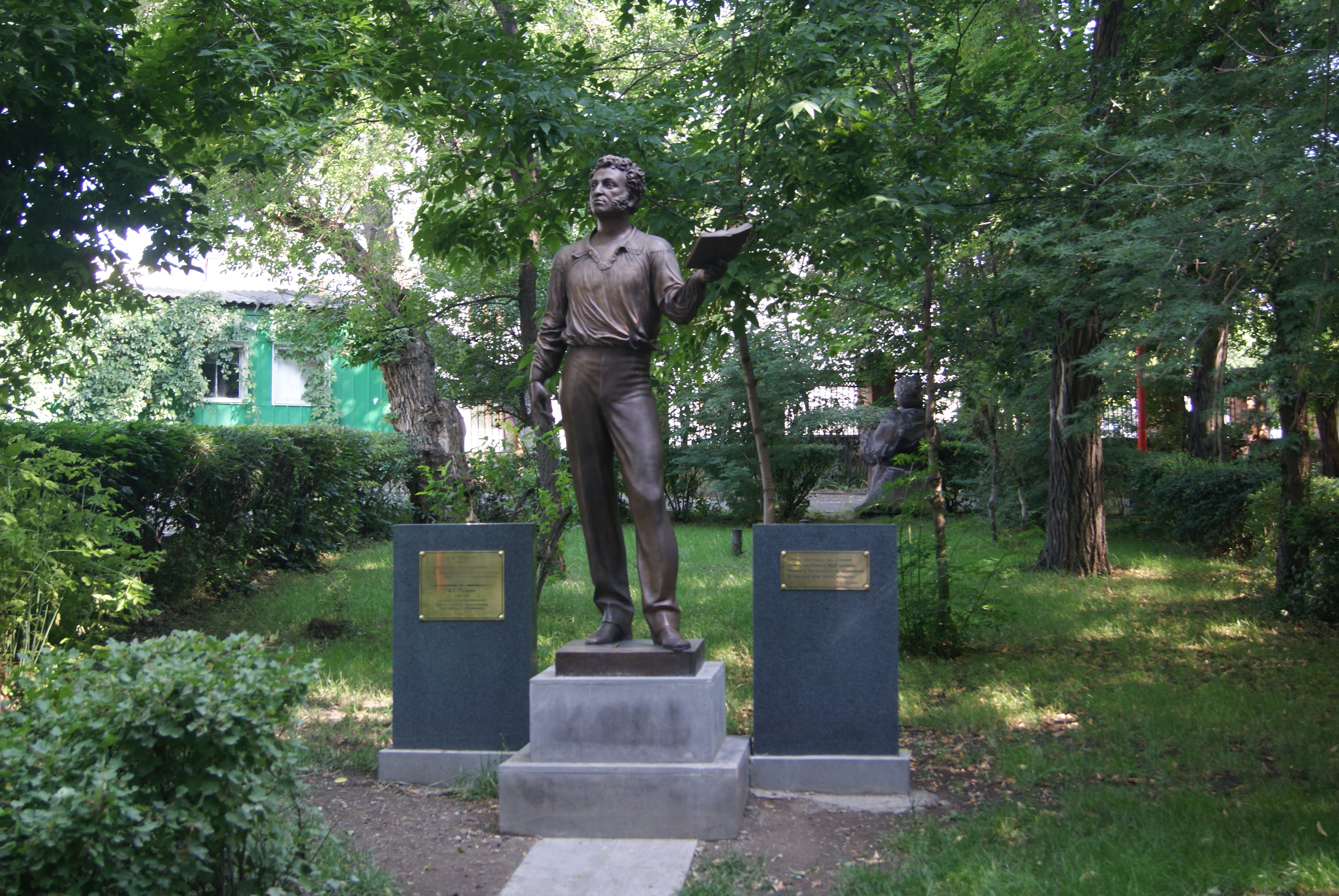
Statue de Pouchkine dans le parc de Gyumri

En 1924, le nom Alexandropol est remplacé par Leninakan, après la mort du leader soviétique, Lénine. Leninakan est un centre industriel majeur pour la République socialiste soviétique arménienne et la deuxième ville de par la taille, après Erevan.
La ville subit un premier tremblement de terre en 1926 puis un deuxième en 1988, très dévastateur, qui la détruit à 60 %. À la veille de ce séisme, elle compte encore environ 250 000 habitants. Des efforts considérables au regard des moyens du pays sont alors consentis pour sa reconstruction ; ce n'est cependant qu'en 2005 qu'est adopté un nouveau plan d'aménagement urbain.
En 1991, à la chute de l'Union soviétique, la ville retrouve son nom historique de Gyumri. 

## Géographie
Gyumri est la deuxième ville d’Arménie par sa population, son industrie et son importance culturelle et scientifique. Elle occupe une superficie de 3 626 hectares.

### Topographie et situation
La ville se situe au nord-ouest de l’Arménie, sur la rive gauche de la rivière Akhourian, à une altitude moyenne de 1 550 mètres.
La partie ouest est la plus haute, composée de deux plateaux élevés. Le relief est plat, peu accidenté, couvert de 300 à 350 mètres de sédiments volcaniques et lacustres.
Gyumri, à 126 km au nord d'Erevan, n'est qu'à 196 km à vol d'oiseau de la mer Noire et à 2 760 km de Moscou. Elle est située à moins de dix kilomètres de la Turquie. De Gyumri à Akyaka, il suffirait en théorie d'une petite demi-heure de voiture. Dans les faits, il faut contourner la frontière arméno-turque en passant par la Géorgie : un trajet de douze heures environ.

### Climat
Le climat est continental mais, du fait de son altitude, subit l'influence du climat montagnard. Les hivers y sont très froids et relativement neigeux tandis que les étés sont un peu moins chauds que dans les autres villes de la région.
La température moyenne annuelle est de 10 °C, avec une moyenne de −8 °C en janvier (la température minimale descend jusqu'à −20 °C) et de 30 °C en juillet (pouvant monter jusqu'à 45 °C). La ville reçoit en moyenne 2 400 heures d'ensoleillement et 500 millimètres de précipitations par an.

### Risques naturels

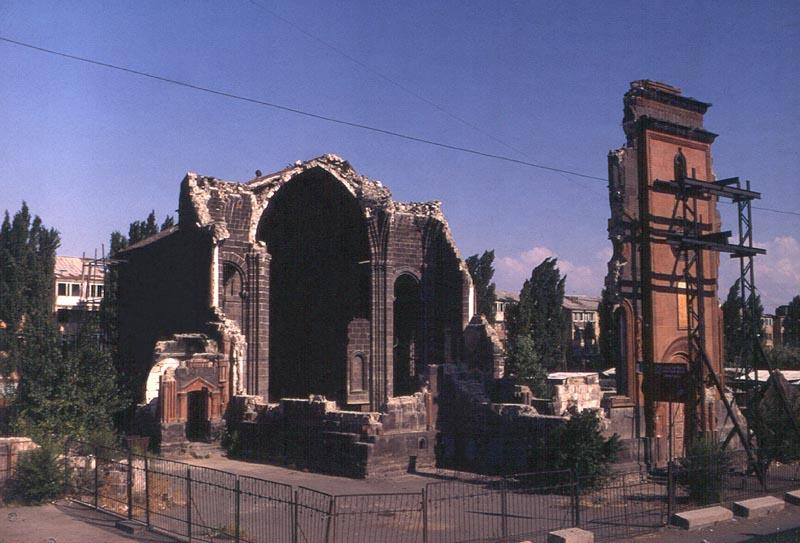
Gyumri a été détruite à près de 60 % après le tremblement de terre de 1988.

L'Arménie entière est située dans une zone à forte activité sismique. Elle est en effet à la limite convergente (zone de subduction) des plaques arabique et eurasienne,.
La région de Gyumri a déjà subi plusieurs séismes importants par le passé. Le plus récent et le plus marquant est le séisme du 7 décembre 1988 dont l'épicentre était situé dans la région de Spitak, à quelques dizaines de kilomètres à l'est de Gyumri, et qui a fait entre trente mille et cent mille morts. D'une magnitude de 6,9, ses secousses ont détruit 60 % des bâtiments de la ville.
En 2012 encore, des ruines jonchent le centre-ville et l'on estime que 4 000 familles n'ont pas trouvé de toit digne de ce nom ; les hommes étant partis chercher du travail en Russie, la ville a surtout gardé des femmes seules, des enfants et des personnes âgées. En octobre 2012, 1 458 familles étaient encore sur liste d'attente pour un nouveau logement, et devraient à leur tour en grande partie relogées en 2013.

## Démographie
La ville de Gyumri compte officiellement 150 917 habitants, de facto 140 318. La population est composée à 98 % d'Arméniens, mais on y trouve aussi des Russes, des Kurdes, des Grecs et des Grecs arménisés, ainsi que d'autres peuples qui ont été arménisés.
À peine peuplée de plus d'une centaine d'habitants au début du XIXe siècle, Gyumri s'est ainsi rapidement développée à partir de 1829 avec l'arrivée de 3 000 familles en provenance d'Arménie occidentale, puis avec la liaison ferroviaire et le développement socio-économique qui s'ensuit. La population a atteint 32 000 habitants à la fin du XIXe siècle.
Depuis 1829, l'évolution démographique de Gyumri a été la suivante :
| 1829 | 1830  | 1850   | 1873   | 1897   | 1914   | 1923   |
| ---- | ----- | ------ | ------ | ------ | ------ | ------ |
| 600  | 4 000 | 15 000 | 20 000 | 30 600 | 51 316 | 58 630 |

| 1926   | 1935   | 1939   | 1959    | 1970    | 1984    | 1989    |
| ------ | ------ | ------ | ------- | ------- | ------- | ------- |
| 42 385 | 78 500 | 67 700 | 108 400 | 164 966 | 220 400 | 122 587 |

| 2001    | 2011    | 2015    | 2020    | - | - | - |
| ------- | ------- | ------- | ------- | - | - | - |
| 150 917 | 121 976 | 118 600 | 112 400 | - | - | - |

| Histogramme de l'évolution démographique de Gyumri |         |
| \| 1829 \| 600 \| \| 1830 \| 4 000 \| \| 1850 \| 15 000 \| \| 1873 \| 20 000 \| \| 1897 \| 30 600 \| \| 1914 \| 51 316 \| \| 1923 \| 58 630 \| \| 1926 \| 42 385 \| \| 1935 \| 78 500 \| \| 1939 \| 67 700 \| \| 1959 \| 108 400 \| \| 1970 \| 164 966 \| \| 1984 \| 220 400 \| \| 1989 \| 122 587 \| \| 2001 \| 150 917 \| \| 2011 \| 121 976 \| \| 2015 \| 118 600 \| \| 2020 \| 112 400 \| |         |
| 1829 | 600     |
| 1830 | 4 000   |
| 1850 | 15 000  |
| 1873 | 20 000  |
| 1897 | 30 600  |
| 1914 | 51 316  |
| 1923 | 58 630  |
| 1926 | 42 385  |
| 1935 | 78 500  |
| 1939 | 67 700  |
| 1959 | 108 400 |
| 1970 | 164 966 |
| 1984 | 220 400 |
| 1989 | 122 587 |
| 2001 | 150 917 |
| 2011 | 121 976 |
| 2015 | 118 600 |
| 2020 | 112 400 |

## Urbanisme
Le district de la vieille ville, que les habitants appellent par le nom d'origine de la ville, Kumaïri, est, avec son millier de bâtiments des XVIIIe et XIXe siècles un des seuls endroits du pays où il est possible de visiter une ville arménienne typique de cette époque. C'est une des rares zones à avoir résisté aux deux derniers grands séismes. En effet, les quartiers plus modernes, construits sous l'ère soviétique, ont dû depuis être entièrement reconstruits, avec de nouveaux immeubles, de nouveaux parcs et de nouvelles routes. Cependant, à cause de la lenteur des travaux et du manque d'argent, le principal problème des habitants de Gyumri reste toujours la pénurie de logement. En 2006, le nombre de personnes vivant dans des abris de fortune est encore estimé à 7 000.

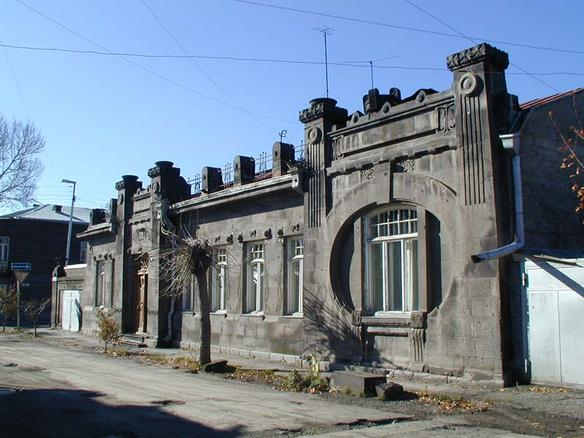
Bâtiment du district de la vieille ville.
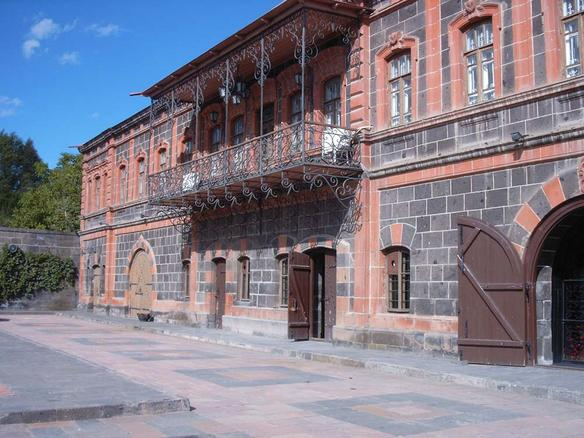
Musée Dzitoghtsyan de l'architecture nationale et de la vie urbaine.
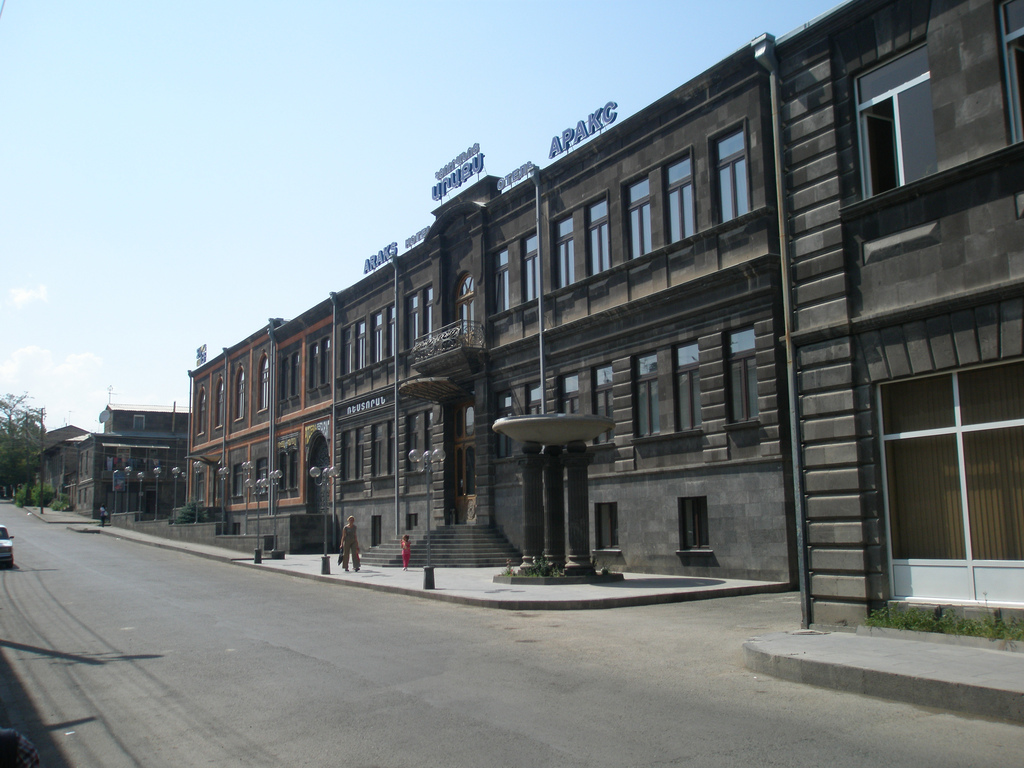
Bâtiment du district de la vieille ville.
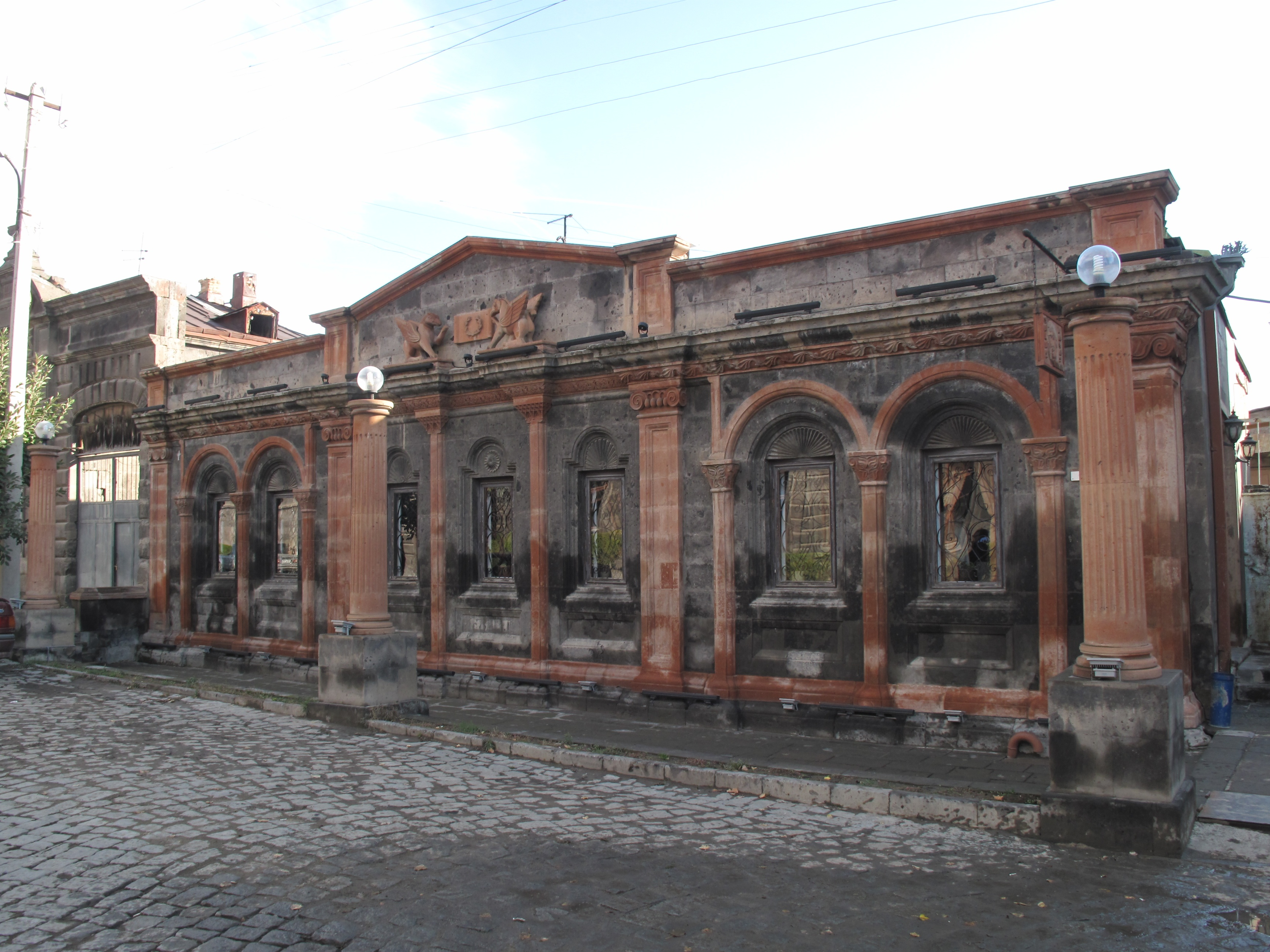
Bâtiment du district de la vieille ville.
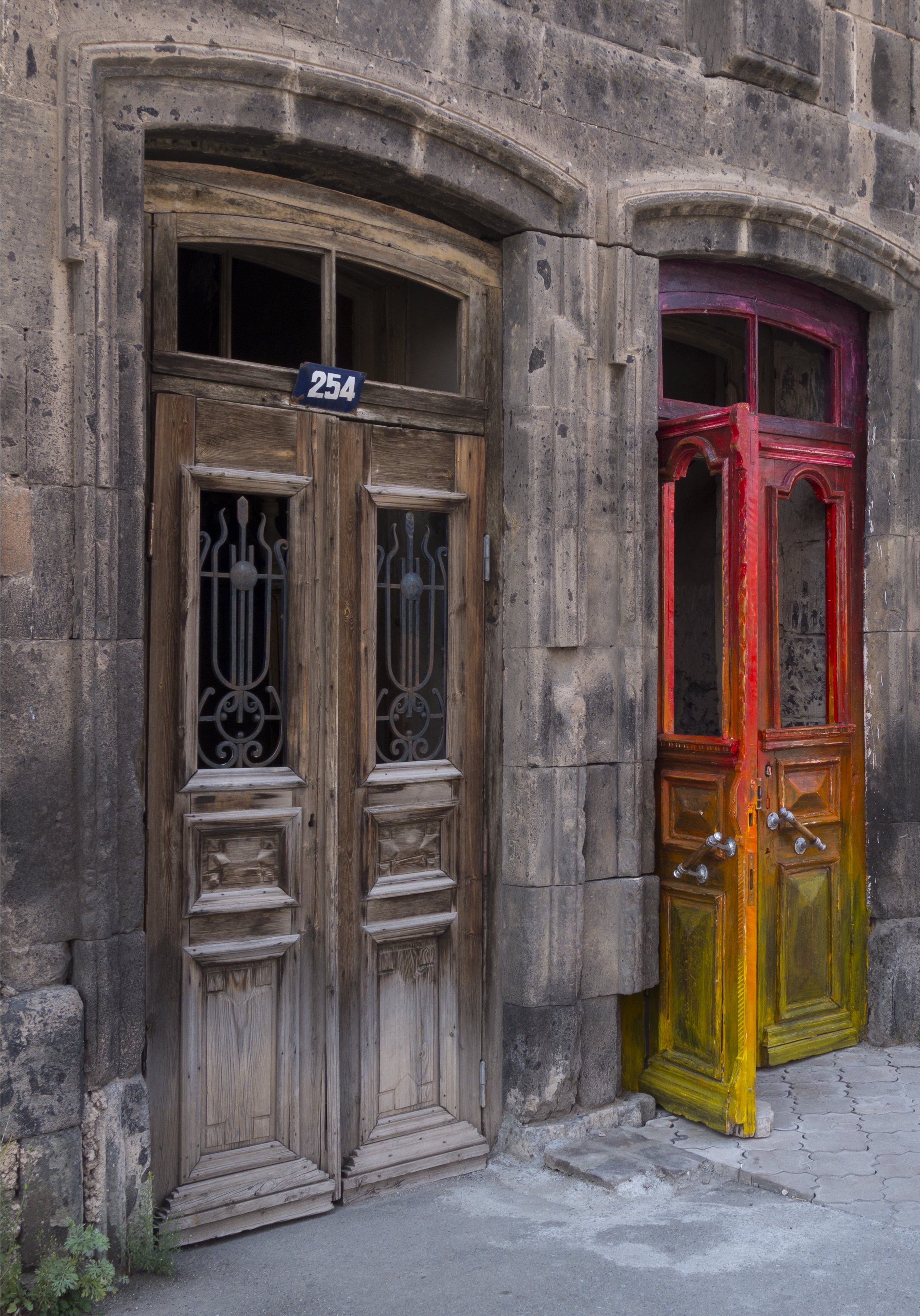
Portes à Gyumri. Aout 2019.

### Monuments religieux
La ville de Gyumri compte cinq églises. L'église Sourp-Asdvatzadzin trônant sur la place centrale de la ville en est un des monuments symboliques. Une des églises historiques qui figure parmi les plus importantes est l'église du Saint-Sauveur (Sourb-Amenaprkich), ressemblant à la cathédrale d'Ani. Sa construction a débuté en 1858 et s'est achevée en 1876. Elle a été énormément endommagée par le tremblement de terre de 1988, mais elle est en reconstruction ; les travaux devaient être achevés en 2010. L'église Sourp-Hagop, achevée en 2002, a été construite après le tremblement de terre de 1988 sous l'impulsion de l'Américain d'origine arménienne Sarkis Acopian, décédé en janvier 2007. Acopian a fait construire cette église massive en basalte gris clair en l'honneur de sa petite-fille.
A 10 km de la ville se trouve le monastère de Marmashen.

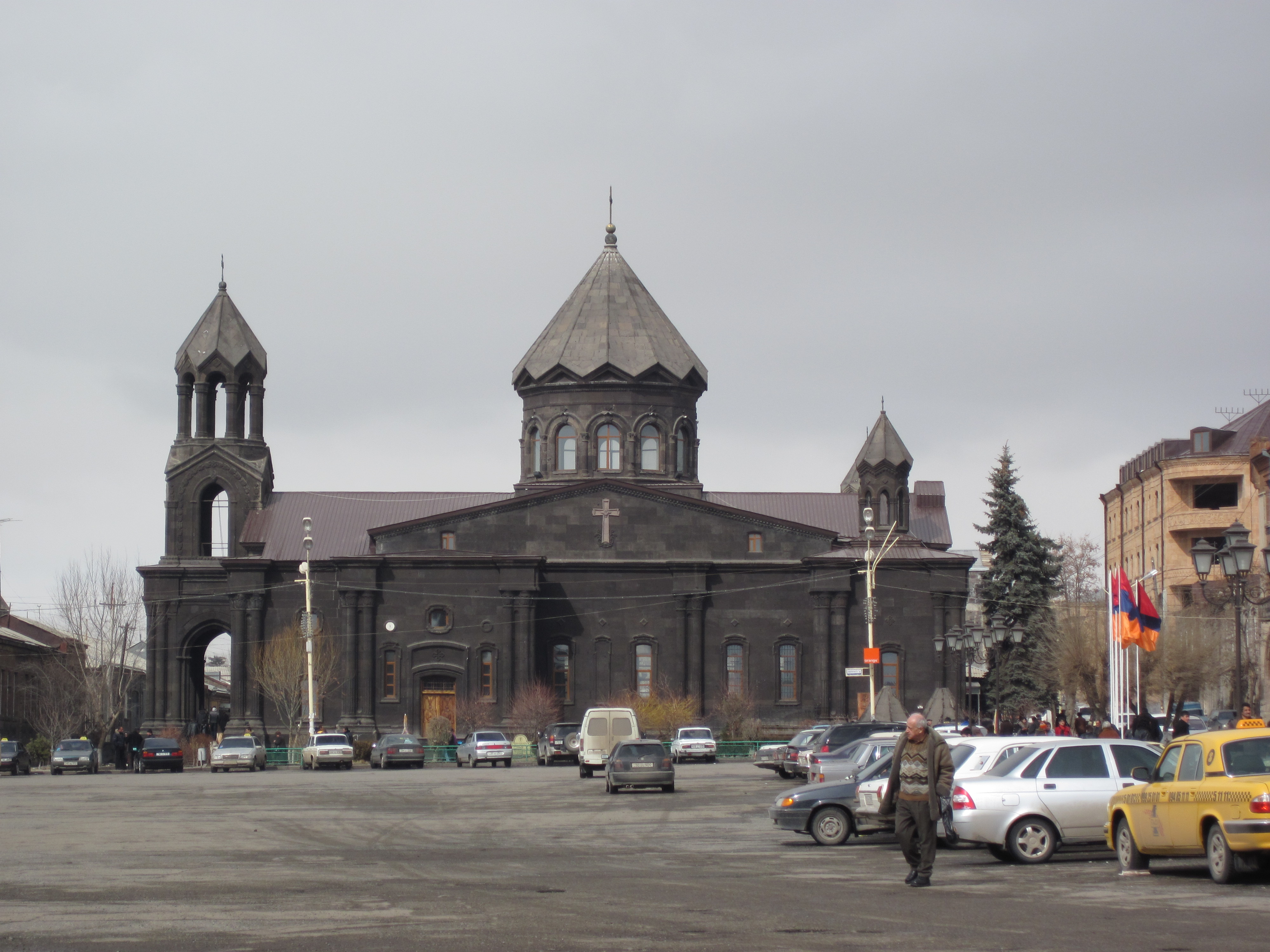
L'église Sourp-Asdvatzadzin.
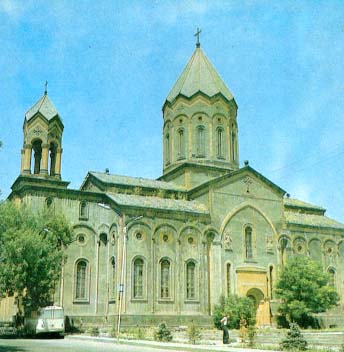
L'église du Saint-Sauveur avant le séisme de 1988.
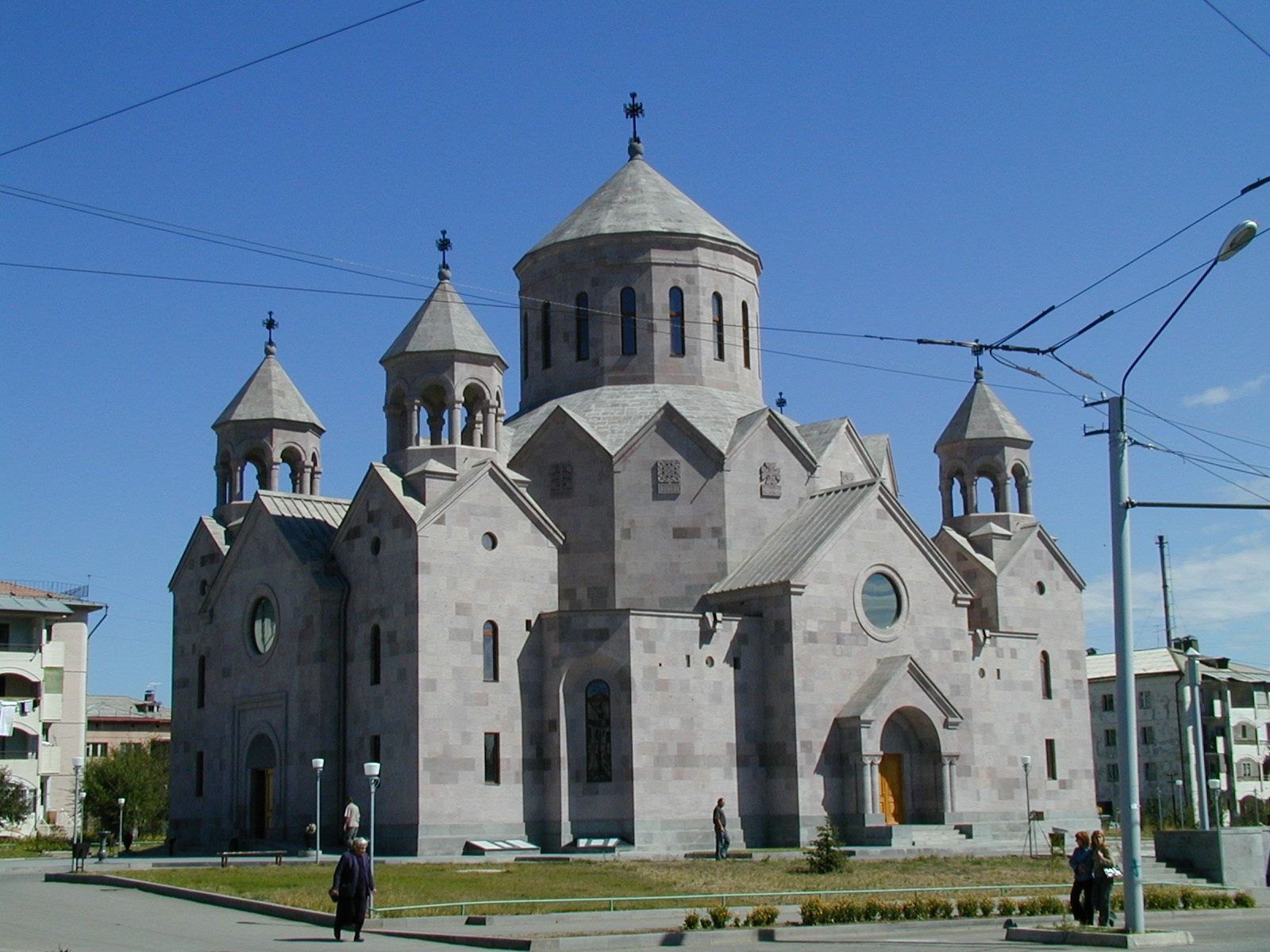
L'église Sourp-Hagop.
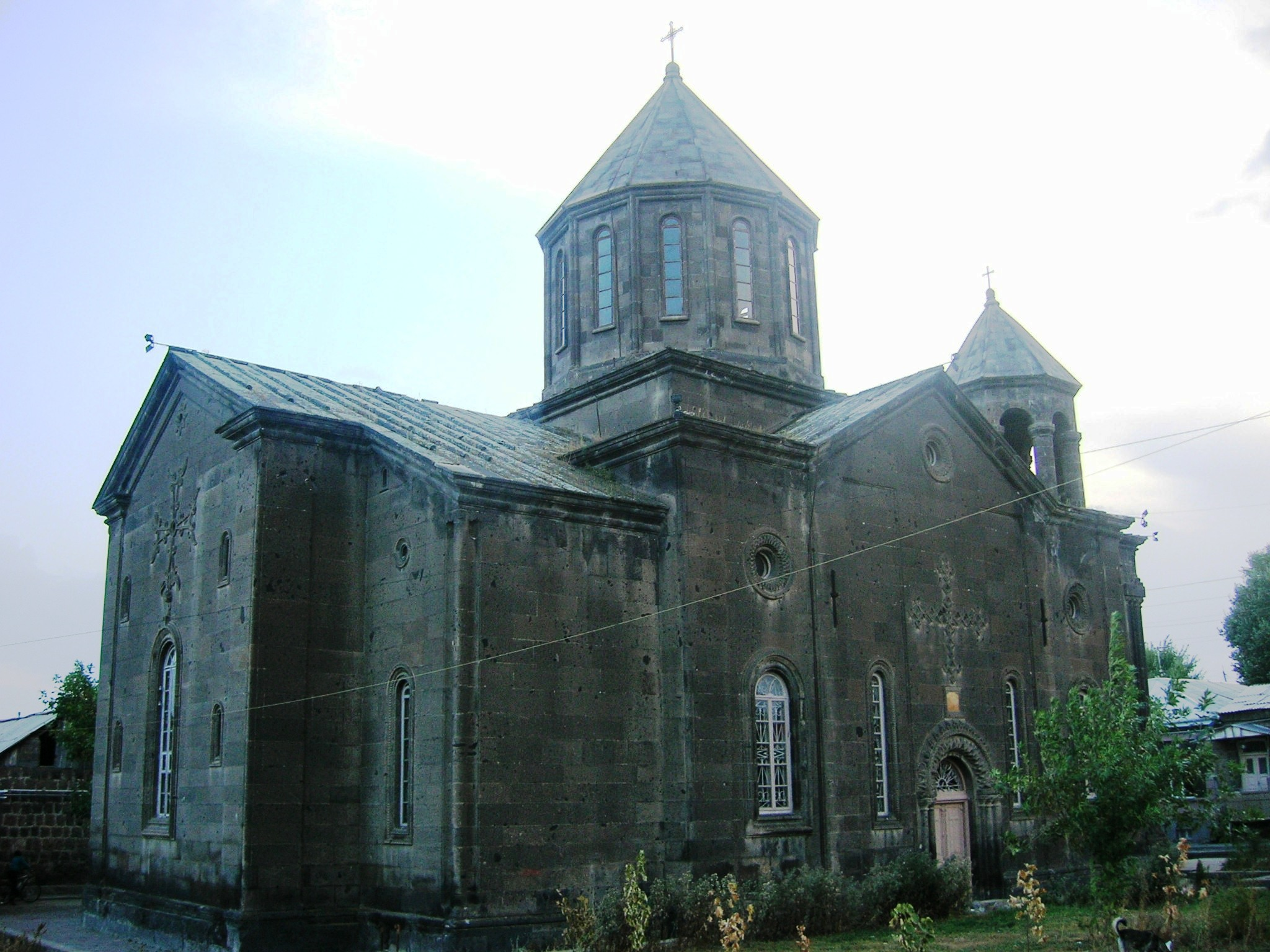
L'église Sourb-Nshan.
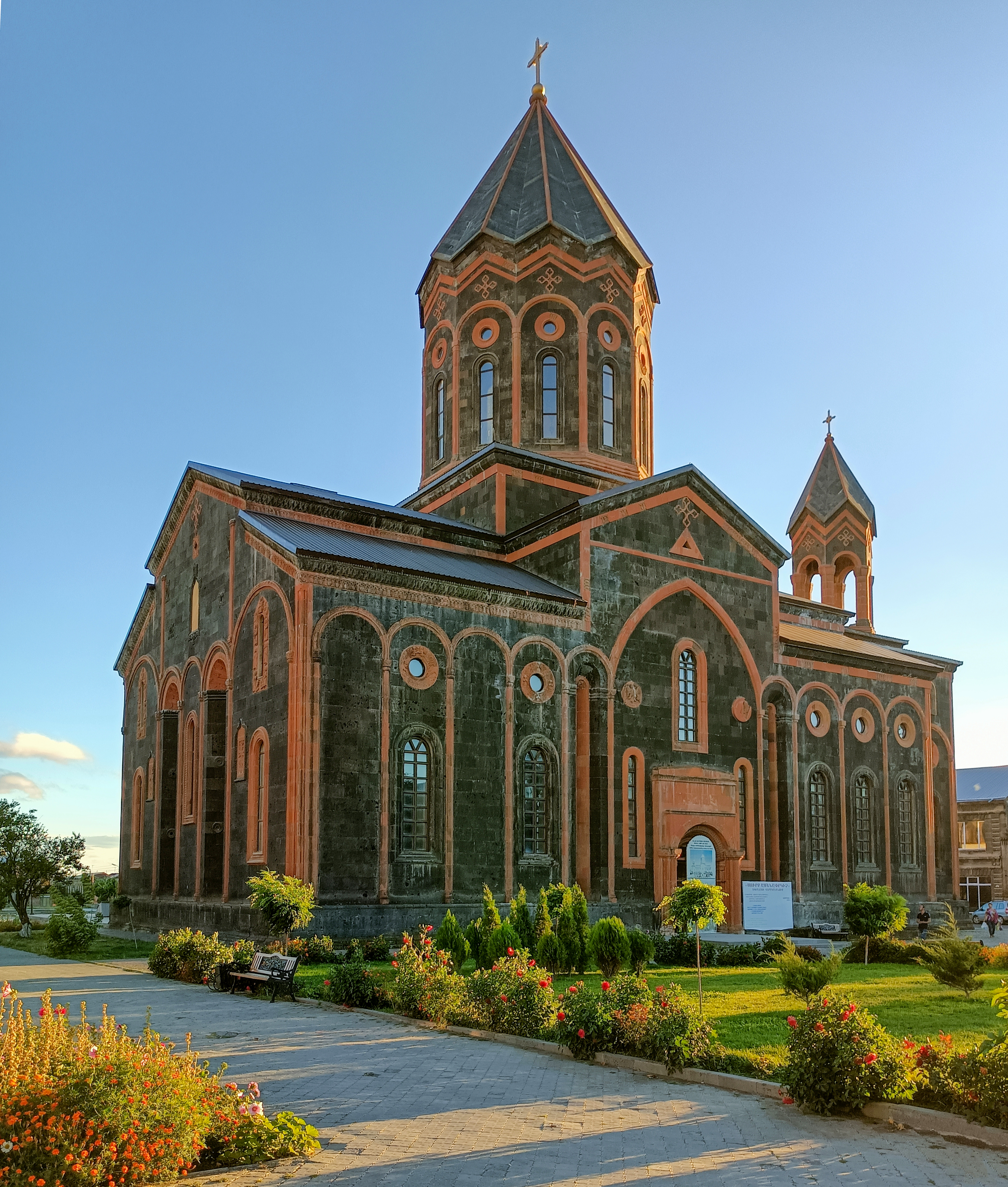
L'église du Saint-Sauveur à Gyumri. Septembre 2021.

La ville abrite également une chapelle russe. Construite en 1879 et 1880 à quelques pas du grand parc central, elle servait autrefois principalement aux rites funéraires. Un cimetière aujourd'hui disparu y était d'ailleurs adossé.

### Monuments militaires

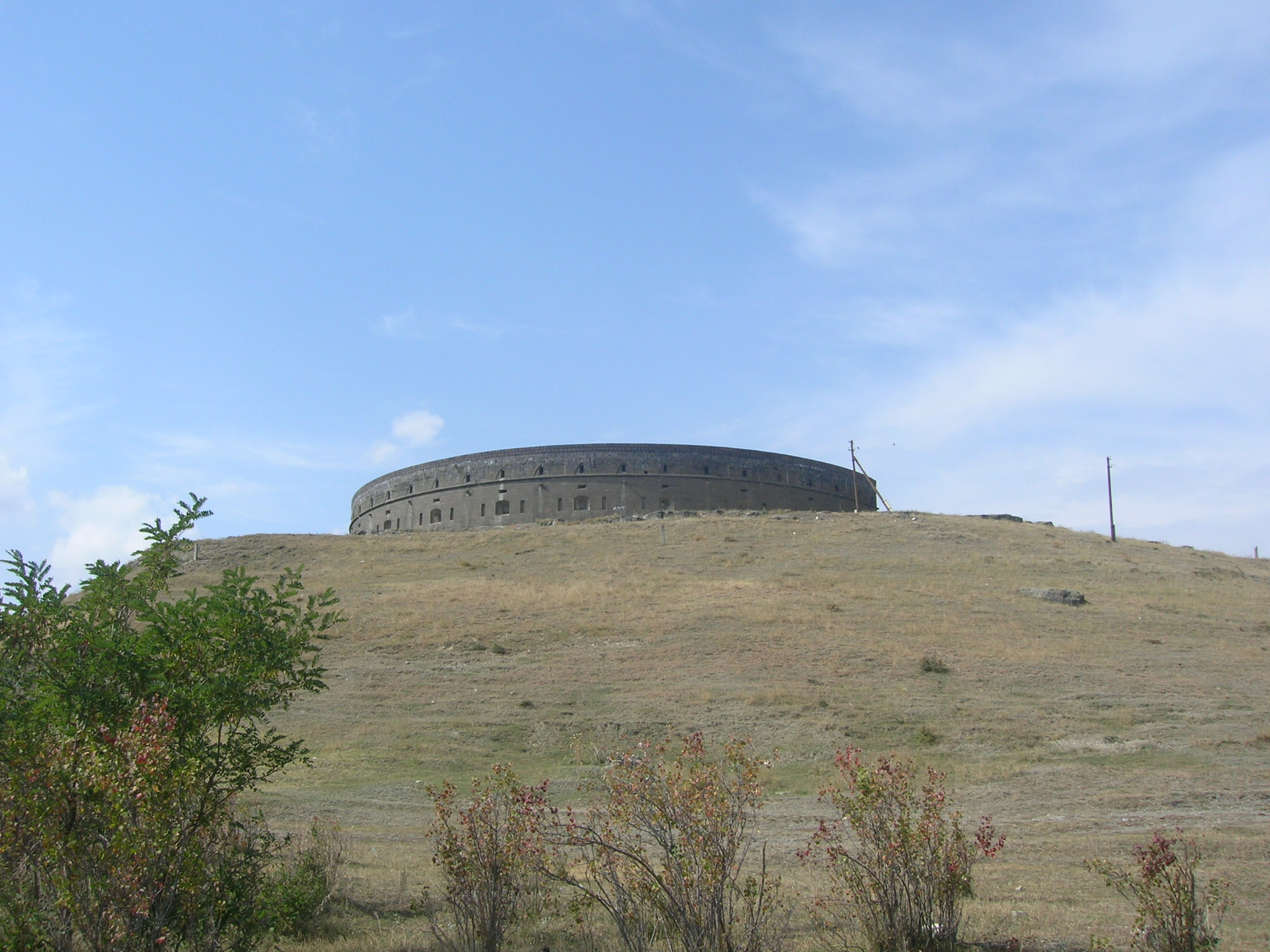
Sev Ghul.

L'autre curiosité architecturale de la ville est Sev Ghul (la sentinelle noire), une forteresse russe construite en 1834 à la sortie ouest de l'Alexandropol d'alors. La ville étant alors un point militaire stratégique, les Russes décidèrent d'y construire d'importantes fortifications, dont la forteresse. Elle possède trois entrées et a été conçue pour pouvoir accueillir jusqu'à 15 000 hommes. Les lieux sont aujourd'hui occupés par la 102e division militaire russe (5 000 hommes).

### Parcs et jardins

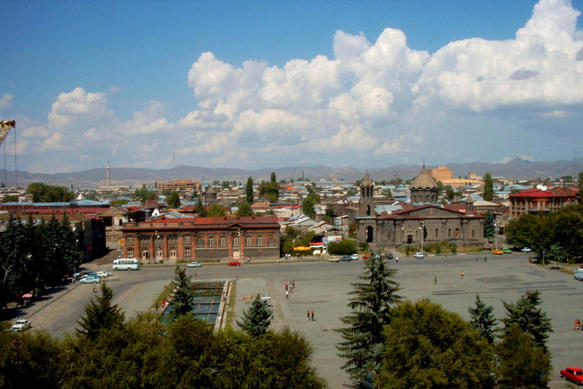
La place de la liberté, avant les travaux de 2008.

La municipalité a accordé en 2007 un budget de 100 millions de drams (330 000 dollars) pour la réfection de la place de la Liberté, autrefois appelée « place centrale ». Depuis septembre 2008, la place a changé de visage avec ses nouvelles fontaines et monuments, notamment une œuvre du sculpteur Artouch Papoyan qui trône à 5,50 m de haut et qui représente plusieurs figures emblématiques du pays tel que Vardan Mamikonian. Le centre de la place, à l'instar de la place de la République à Erevan, sera orné d'une « tapisserie » de 3 600 m2 composé de quatre sortes de pierres différentes. En l'honneur de Mamikonian, il est prévu de rebaptiser la place « Vartanants ».
Le parc central a été aménagé dans les années 1920 à la place d'un ancien cimetière. Son panorama sur la ville, ses pelouses, attractions et terrasses de café sont particulièrement appréciés en période estivale. Le parc abrite aussi le vieux théâtre de la ville qui a donné sa première représentation en 1913.

## Transports

### Routes
Gyumri est reliée aux grandes villes de la région par un réseau de routes de grande circulation en toile d'araignée. Contrairement à celles de la capitale Erevan, elles ne sont pas aménagées en « autoroutes » 2x2 voies.
- La Route M1 : au sud, la route relie la ville à Achtarak à 103 km et Erevan à 126 km[38]. Au nord, elle mène à la frontière géorgienne puis vers la mer Noire et les ports géorgiens de Batoumi et de Poti[39].
- La route M7 : à l'ouest, elle mène à la frontière turque à quinze kilomètres de là[38]. Elle s'y arrête de fait puisque la Turquie a fermé la frontière arméno-turque depuis 1993 en solidarité avec l'Azerbaïdjan et en réponse au conflit du Haut-Karabagh. À l'est, la route mène à Spitak à 38 km, puis devient la M3 jusqu'à Vanadzor à 64 km, puis la M6 jusqu'à la frontière géorgienne au nord-est pour arriver à Tbilissi[38].

### Train
À la fin du XIXe siècle, l'Empire russe décide de doter Alexandropol d'une ligne ferroviaire. La ville est reliée à Tiflis dès 1899 et le prolongement vers le sud et l'Iran est réalisé en 1906.
Sous l'Union soviétique, le pouvoir central investit dans tout le pays pour créer de nouvelles voies puis les électrifier. Après l'indépendance du pays en 1991, le réseau tombe en désuétude. Gyumri, sur le chemin des ports géorgiens, reste cependant un passage obligé pour les échanges commerciaux du pays, la frontière turque étant aussi fermée aux trains.
La gare centrale de Gyumri, située dans le sud-est de la ville, n'a que peu de passagers. En effet aujourd'hui, le rail est principalement utilisé pour le fret. Pour atteindre les ports de la mer Noire, le chemin de fer suit la route M7, montagneuse et sinueuse, en passant par Spitak et Vanadzor. Au sud, en direction d'Erevan, le relief permet un parcours plus rectiligne.

### Aéroport
Situé à cinq kilomètres du centre-ville, l'aéroport international Shirak dessert Gyumri, tout le marz et globalement tout le nord-ouest du pays. En 2006, l'Arménie, prenant conscience de la nécessité d'un deuxième aéroport international aux normes occidentales, cède la gestion de celui de Gyumri à la société argentine Corporation America dirigée par le milliardaire d'origine arménienne Eduardo Eurnekian, déjà gérante de l'aéroport Zvartnots d'Erevan. Les travaux débutent à l'été 2007, obligeant à fermer l'aéroport durant plusieurs mois. La modernisation va se poursuivre afin de permettre à Shirak de pouvoir accueillir des vols internationaux dans des conditions satisfaisantes, surtout l'hiver, lorsque Zvartnots, situé à moins de 800 m d'altitude, se retrouve parfois plongé dans un épais brouillard plusieurs jours durant.

## Culture et loisirs

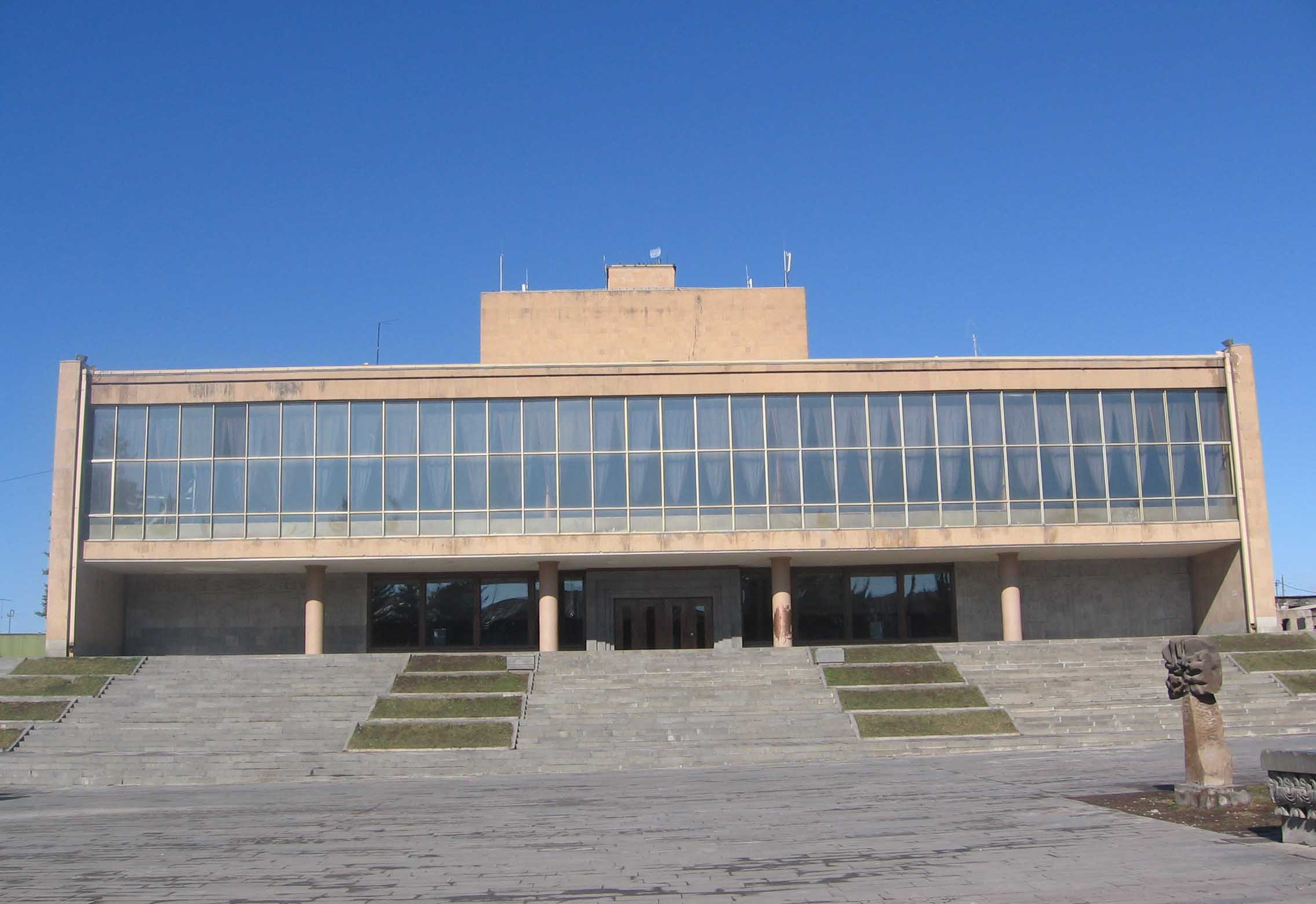
Théâtre Vardan Achemyan.

Un atelier de céramique artisanale et de tapisserie de Gumri s'efforce de relancer ces deux formes d'artisanat traditionnel local de qualité,.

### Musées
Gyumri étant la ville où est né et a vécu le poète Hovhannès Chiraz, elle abrite logiquement un musée dans la maison qu'il a habitée. L'autre maison-musée est celle d'un autre poète, contemporain de Chiraz, Avetik Issahakian. Ces deux maisons, en plus d'apporter les témoignages d'une vie culturelle très riche à la fin du XIXe et au début du XXe siècles, sont aussi des exemples typiques de l'architecture du tournant du siècle.
Fondé en 1997, le Centre d'art contemporain de Gyumri (Gyumri Centre of Contemporary Art (GCCA)) a pour mission de présenter des œuvres et performances d'artistes arméniens et internationaux. Depuis sa création, c'est l'unique structure de toute la CEI à avoir organisé des biennales internationales d'art contemporain (la première a eu lieu en 1998) de ce niveau.

### Sports
La ville de Gyumri possède un club de football, le Shirak FC Giumri, fondé en 1958 à l'époque où la ville s'appelait encore Leninakan. À partir des années 1970, il prend le nom d'« Olympia Leninkan » qu'il gardera jusqu'en 1991 et la chute du communisme. Dès lors, le club, qui appartenait jusque-là à l'État, est financé par des fonds privés d'amateurs de football.
Le stade du club, le Gyumri city stadium, construit en 1924, a une capacité de 3 000 spectateurs.

## Jumelages
| Ville | Ville      | Pays | Pays       | Période                  |
| ----- | ---------- | ---- | ---------- | ------------------------ |
|       | Alexandria |      | États-Unis | depuis 1988              |
|       | Alexandrie |      | Égypte     |                          |
|       | Białystok  |      | Pologne    |                          |
|       | Koursk     |      | Russie     | depuis 2016              |
|       | Koutaïssi  |      | Géorgie    |                          |
|       | Osasco     |      | Brésil     | depuis le 4 juillet 2006 |
|       | Plovdiv    |      | Bulgarie   |                          |

## Personnalités nées à Gyumri
- Georges Gurdjieff (1866-1949), philosophe et  compositeur
- Geghouni Tchittchian (1929-), compositrice et pédagogue.
- Rauf Babayev (1937-2020), chanteur, Artiste du peuple de l'Azerbaïdjan.
- Artavazd Pelechian (1938-), cinéaste.
- Yuri Vardanyan (1956-2018), haltérophile, champion olympique.
- Levon Julfalakyan (1964-), lutteur, champion olympique en 1988.